# FRIENDS (B'z專輯)
《FRIENDS》是日本音樂組合B'z於1992年12月9日由BMG ROOMS發行的第4張迷你專輯。此外，於1996年11月25日發售了本專輯的續編《FRIENDS II》。

## 概要
唱片封面使用了英格蘭攝影師迈克尔·肯纳的作品『Deckchairs, Bournemouth, Dorset, England』。僅初回盤附屬了用於收納CD盒的紙製袖套（Sleeve Case）。
本作成為了憑藉全曲來維持1個故事性的概念專輯，內容是由「回想」「再會」「糾葛」「解決」之場面所組成的愛情故事，專輯標題『FRIENDS』正是故事的主題。關於本作松本孝弘表示「想製作一張猶如電影原聲帶般的專輯」。
關於作詞稻葉浩志表示「所有樂曲的歌詞皆是在乘坐飛機移動中以4曲同時進行撰寫而成」。
曲序表記並非「#1」等，而是成為了「SCENE1」等獨特的表記方式亦是其特徵。
自本作起，開始於著作權中記載了貝斯。
於1999年8月由日本唱片協會授予了2百萬認證。

## 收錄曲
1. Prologue.  (1:48)
器樂曲。
由弦樂器演奏。
2. SCENE1. （曾幾何時的Merry Christmas）(5:36)　
聖誕歌曲。初出於本作。
雖非單曲卻在粉絲間擁有高人氣，而成為了經典的聖誕歌曲。
3. SCENE2. （我的罪）(4:19) 
由吉他前奏與玻璃的破碎聲揭開序幕。
除了器樂曲以外，是本作中唯一的演唱會未演奏曲。
4. 2-2.  (1:26)
器樂曲。
用鍵盤演奏了音樂盒般地氛圍。旋律與次曲相同[3]。
5. SCENE3. （失戀之日）(4:51) 
由突然驟變的強烈吉他前奏揭開序幕。
於粉絲間擁有高人氣，在精選輯『B'z The Best "ULTRA Treasure"』的粉絲票選中因上榜第10位而收錄[5]。
於2014年在官方粉絲俱樂部會報誌實施的「雖然自身還未曾聽過，但夢想總有一天能在LIVE-GYM上聽到的歌曲[原文 3]」問卷調查中排行第3位，並於2017年在同會報誌實施的「想在LIVE-GYM上聽到的B'z歌曲[原文 4]」問卷調查中亦票選排行第3位，但在演唱會上是自『B'z LIVE-GYM '93 -RUN-』以來不曾演奏。
6. SCENE4.  (1:14)
器樂曲。
僅松本的原聲吉他演奏。
7. SCENE5. （無論如何都不想失去你）(6:07) 
作為朝日電視台系『MUSIC STATION』片尾曲，截至1992年4月10日至2002年2月22日，使用了本曲的器樂曲，但該版本未被音源化[注 2]。
8. 6. （曾幾何時的Merry Christmas (Reprise)）(1:23)
挪用了SCENE1旋律的器樂曲。鋼琴獨奏。

## 商業搭配
- 東寶系電影『三天兩夜（日语：恋は舞い降りた。）』插入曲(#2)
- 富士電視台系『感動ファクトリー・すぽると!（日语：すぽると!）』主題曲(#2)
- TBS系『戀愛觀察室!（日语：恋するハニカミ!）』主題曲(#2)
- 百事可樂「Pepsi NEX」Xmas Lover篇 廣告曲(#2)

## 製作人員
- 松本孝弘：吉他、全曲作曲・編曲
- 稻葉浩志：主唱、作詞（#2.3.5.7）
- 明石昌夫：貝斯、Manipulator（日语：マニピュレーター）、編曲（#4.6.8除外）
- 田中一光：爵士鼓
- 小野塚晃（日语：小野塚晃）（DIMENSION）：鍵盤（#3.4.7.8）
- 澤野博敬：小號（#7）
- 野村裕幸（日语：野村裕幸）：長號（#7）
- 日色Strings：弦樂器（#1）
- 大黑摩季：和聲（#3.7）
- 古川真一：和聲（#2.5）

## 演唱會影像作品
- B'z LIVE-GYM 2011 -C'mon-

## 腳註

### 出典
1. 1 2  . The Record (日本唱片協會). 1999-10, (479): 9  [2020-09-21]. （原始内容存档于2016-06-25）.
2. ↑  . 舊金山現代藝術博物館.   [2019-10-23]. （原始内容存档于2019-09-22）.
3. 1 2  . MRM.   [2019-10-23]. （原始内容存档于2016-03-25）.
4. ↑  . ROOMS RECORDS. 1998-09-20: 26.
5. ↑  . BARKS (JAPAN MUSIC NETWORK株式會社). 2008-07-16  [2019-11-23]. （原始内容存档于2020-06-14）.

## 外部連結
- B'z DISCOGRAPHY 『FRIENDS』（页面存档备份，存于） ※可試聽樂曲